# Jambo Papeun (Meukek)
Jambo Papeun is een bestuurslaag in het regentschap Aceh Selatan van de provincie Atjeh, Indonesië. Jambo Papeun telt 1468 inwoners (volkstelling 2010).